# Piliscsév
Piliscsév é um município da Hungria, situado no condado de Komárom-Esztergom. Tem 24,91 km² de área e sua população em 2015 foi estimada em 2.338 habitantes.